# Élections législatives nord-coréennes de 1962
Les élections législatives nord-coréennes de 1962 à la 3e Assemblée populaire suprême ont eu lieu le 8 octobre 1962. Un seul candidat a été présenté dans chaque circonscription, tous sélectionnés par le Parti du travail de Corée, bien que certains se soient présentés sous la bannière d'autres partis ou organisations étatiques pour donner l'illusion de la démocratie. Le taux de participation aurait été de 100 %, 100 % des votants en faveur des candidats présentés.

## Résultats
|                                                             |                                                             |                           |               |     |        |               |
| Parti ou mouvement                                          | Parti ou mouvement                                          | Parti ou mouvement        | Voix          | %   | Sièges | +/-           |
|                                                             |                                                             | Parti du travail de Corée |               | 100 | 371    | 193           |
|                                                             | Parti Chondogyo-Chong-u                                     | 4                         | 7             | 100 |        |               |
|                                                             | Parti démocrate de Corée                                    | 4                         | 7             | 100 |        |               |
|                                                             | Parti du peuple travailliste                                | 1                         | 2             | 100 |        |               |
|                                                             | Union des bouddhistes de Choson                             | 1                         | 1             | 100 |        |               |
|                                                             | Alliance populaire de Gonmin                                | 1                         | en stagnation | 100 |        |               |
|                                                             | Parti Démocratique Indépendant                              | 1                         | en stagnation | 100 |        |               |
| Total Front démocratique pour la réunification de la patrie | Total Front démocratique pour la réunification de la patrie | 383                       | en stagnation | 100 |        |               |
|                                                             |                                                             |                           |               |     |        |               |
| Total                                                       | Total                                                       | Total                     |               | 100 | 383    | en stagnation |
| Inscrits / participation                                    | Inscrits / participation                                    | Inscrits / participation  |               | 100 |        |               |

## Ouvrages
- Dieter Nohlen, Florian Grotz et Christof Hartmann, Elections in Asia: A data handbook, Volume II, 2001 (ISBN 0-19-924959-8)